# Чижаха
Чижаха (біл. вёска Чыжаха) — село в складі Березинського району Мінської області, Білорусь. Село підпорядковане Богушевицькій сільській раді, розташоване в східній частині області.